# Port lotniczy Amami
Port lotniczy Amami (IATA: ASJ, ICAO: RJKA) – port lotniczy położony w Amami, w prefekturze Kagoshima, w Japonii.